# Мононгалия (окръг, Западна Вирджиния)
Окръг Мононгалия (на английски: Monongalia County) е окръг в щата Западна Вирджиния, Съединени американски щати. Площта му е 948 km², а населението – 100 332 души (2012). Административен център е град Моргантаун.